# Atherigona tridens
Atherigona tridens este o specie de muște din genul Atherigona, familia Muscidae, descrisă de Malloch în anul 1928. Conform Catalogue of Life specia Atherigona tridens nu are subspecii cunoscute.